# Стерджен (тауншип, Миннесота)
Стерджен (англ. Sturgeon) — тауншип в округе Сент-Луис, Миннесота, США. На 2000 год его население составило 116 человек.

## География
По данным Бюро переписи населения США площадь тауншипа составляет 95,6 км², из которых 95,6 км² занимает суша, водоёмов нет.

## Демография
По данным переписи населения 2000 года здесь находились 116 человек, 45 домохозяйств и 34 семьи. Плотность населения —  1,2 чел./км². На территории тауншипа расположено 64 постройки со средней плотностью 0,7 построек на один квадратный километр. Расовый состав населения: 97,41 % белых и 2,59 % коренных американцев.
Из 45 домохозяйств в 26,7 % воспитывались дети до 18 лет, в 68,9 % проживали супружеские пары, в 4,4 % проживали незамужние женщины и в 24,4 % домохозяйств проживали несемейные люди. 24,4 % домохозяйств состояли из одного человека, при том 4,4 % из — одиноких пожилых людей старше 65 лет. Средний размер домохозяйства — 2,58, а семьи — 3,06 человека.
22,4 % населения — младше 18 лет, 5,2 % — в возрасте от 18 до 24 лет, 31,0 % — от 25 до 44, 25,9 % — от 45 до 64, и 15,5 % — старше 65 лет. Средний возраст — 40 лет. На каждые 100 женщин приходилось 118,9 мужчин. На каждые 100 женщин старше 18 приходилось 125,0 мужчин.
Средний годовой доход домохозяйства составлял 35 469 долларов, а средний годовой доход семьи —  43 750 долларов. Средний доход мужчин —  36 875  долларов, в то время как у женщин — 16 250. Доход на душу населения составил 12 677 долларов. За чертой бедности не находилась ни одна семья и 8,2 % всего населения тауншипа, из которых 16,7 % старше 65 лет.